# Pronea
En la mitología griega Pronea, Prónoe o Pronoya (en griego antiguo: Προνοια, Pronoia, nombre reconstruido a partir de Prinea, *Πρυνείης o Prinoe, *Πρυνόης) era la madre de Deucalión en su unión con Prometeo. No obstante el escoliasta nos cuenta que otros autores denominaban a la madre de Deucalión como Clímene o Hesíone, a la sazón una de las Oceánides, según Acusilao. La etimología del nombre Pronoia alude a la «previsión», similar a la de su consorte Prometeo.
En otras fuentes la madre de Deucalión también es citada como Hesíone (Ἡσιονη), cuya identidad es la misma que Pronea. Cuando el coro de oceánides se encontraba visitando a Prometeo, que todavía languidecía por su castigo impuesto por Zeus en el Cáucaso, éstas le recordaron al Japetónida, para mitigar su sufrimiento, el momento en el que Prometeo pagó una dote para desposarse con una de sus hermanas, Hesíone.
Alcmán nos dice que una tal Promatea («Previsión») engendró tres hijas: Tique («Fortuna»), Eunomia («Buen orden») y Peito («Persuasión»).  Algunos traductores corrigen Promatea (un hápax) por Prometeo, o bien pudiera tratarse de una versión gráfica en género femenino; etimológicamente Pronea y Promatea proceden de la misma raíz.